# 김윤하 (정치인)
김윤하(1930년 1월 24일~2019년 5월 25일)는 대한민국의 정치인이다. 제9대 국회의원을 지냈으며 제35·36·37대 대한축구협회 회장을 지냈다.

## 역대 선거 결과
|  | 28.55% |

|  | 17.78% |